# Marina Mariasch
Marinha Mariasch (Buenos Aires, 1973) é uma poeta, escritora, tradutora, jornalista e docente argentina.

## Carreira
Em 1997 criou o selo editorial Siesta de poesia, que publicou, de entre uns cinquenta títulos, aos autores mais relevantes da Geração do '90: Gabriela Bejerman, Washington Cucurto, Cecilia Pavón, Martín Rodríguez.
Como jornalista trabalhou em jornais, rádio e televisão como investigadora, colunista e condutora.
Faz parte do colectivo de literatura "Máquina de lavar" juntamente com Josefina Bianchi, Marinha Gersberg e Noelia Lado, com um livro publicado.
É militante e activista feminista, integrante do colectivo de organizadoras de "Ni Una Menos".

## Obra
Poesia
- 1997, Coming attractions (Siesta)
- 2001, XXX (Siesta)
- 2005, Tigre y león (Siesta)
- 2008, El zigzag de las instituciones (Vox)
- 2014, Paz o Amor (Blatt y Ríos)
- 2014, La pija de Hegel (Pánico el Pánico)

Novelas
- 2011, El Matrimonio (Bajo la luna)
- 2015, Estamos Unidas (Mansalva).[5]